# علم استعمال الألفاظ
علم استعمال الألفاظ من فروع علم البيان وهو علم يبحث فيه عن استعمالات الألفاظ، في المعاني التشبيهية والكنائية، بطريق الاستعارة والمجاز. ومبادئه استقرائية.

## الاستعمال اللغوي
الاستعمال اللغوي للألفاظ هو: استعمال اللفظ للدلالة على المعنى المقصود منه بحسب الوضع. ومرجع هذا الاستعمال هو: علم معاني المفردات، أحد أنواع علوم اللغة العربية.

## الاستعمال الاصطلاحي
هو: استعمال اللفظ للمعنى المقصود منه في مصطلحات العلوم.